# Godofredo de Jumièges
Godofredo de Jumièges foi abade da Abadia de Malmesbury, em Malmesbury, Wiltshire, Inglaterra entre 1090 e 1105, ano de sua morte. De acordo com Guilherme de Malmesbury, Godofredo foi monge em Jumièges e tinha origem possivelmente normanda. Em Malmesbury, Godofredo teria montado uma biblioteca e lançado os meios pelos quais os monges da abadia aprenderam Latim. Além da biblioteca, o nome de Godofredo fica registrado como responsável por adornar a abadia com os poucos recursos disponíveis.